# Aniuta
Aniuta é um gênero de traça pertencente à família Agonoxenidae.